# Cattedrale dell'Assunzione di Maria Vergine (Kaposvár)
La cattedrale dell'Assunzione di Maria Vergine (in ungherese: Nagyboldogasszony-Székesegyház) è la chiesa cattedrale della diocesi di Kaposvár, si trova nella città di Kaposvár, in Ungheria.

## Storia
La prima chiesa fu costruita negli anni 1737-1744 in stile barocco. La nuova cattedrale neoromanica è stata completata nel 1886, dopo un anno di lavori. Nel 1937 è stata posta un'immagine sotto il portico, che rappresenta il parroco, il sindaco e gli abitanti della città che professano la loro fede in Cristo e adorano la Vergine Maria d'Ungheria. Nel 1958 la chiesa ha ricevuto un nuovo organo e nel 1969 ha subito una ristrutturazione completa dell'edificio. Nel 1977 sono stati modificati gli spazi interni per permettere lo svolgimento più agile delle funzioni liturgiche. Nel 2003 è stato collocata sulla parete occidentale una lapide in marmo rosso che ricorda i sacerdoti che hanno servito presso la cattedrale.